# Toy Story – Játékháború 2.
A Toy Story – Játékháború 2. (eredeti cím: Toy Story 2) 1999-ben bemutatott, Golden Globe-díjas, amerikai 3D-s számítógépes animációs film, a Toy Story-sorozat 2. része.
A Pixar Animation Studios harmadik filmje. Rendezői John Lasseter, Ash Brannon és Lee Unkrich, bemutatója Észak-Amerikában 1999. november 19-én volt, Magyarországon 2000. április 13-án. A film 3D-s változatának premierje 2009. október 2-án volt az Egyesült Államokban és Kanadában, míg a harmadik rész 2010 nyarán került a közönség elé.
A főszereplők eredeti hangjait ezúttal is Tom Hanks és Tim Allen szolgáltatják, a magyar változatban Stohl András és Dörner György. Az újonnan csatlakozott színészek között megtalálható Joan Cusack és Kelsey Grammer is.

## Rövid történet
A játékfigurák, ha senki nem látja őket, életre kelnek, és számos fordulatos kalandban van részük.

## Cselekmény
|  | Alább a cselekmény részletei következnek! |

Andy elszakítja egyik kedvenc játékát, Woodyt, miközben játszik vele. Woody a polcra kerül, ahol rátalál egy másik elromlott játékra, Reki pingvinre, s az a félelme támad, hogy Andy nemsokára megválik tőle. Mikor Reki a kirakodóvásárba kerül, Woody megpróbálja megmenteni, s bár mentőakciója sikerrel jár, ő maga a kiselejtezett tárgyak között köt ki, ahol Al McWhiggin, egy megszállott játékgyűjtő és az Al játékfarmja nevű játékbolt tulajdonosa ellopja őt. Woody Al lakásába kerül, ahol megismerkedik Jessie-vel, a hozzá hasonló cowgirllel, megbízható lovával, Szemenaggyal és az Aranyásóval, egy eladatlan játékkal, aki még mindig eredeti dobozában tengődik. Ráébresztik Woodyt, hogy ő volt a sztárja egy elfeledett, gyereknek szóló tévéműsornak, a „Woody Seriff”-nek. Most, hogy Al megszerezte a Woody-babát, teljes a kollekció, és az a terve, hogy eladja a játékokat egy japán múzeumnak. Woody eleinte ragaszkodik hozzá, hogy visszatérjen Andyhez, ám Jessie felfedi előtte, hogyan felejtette el és hagyta végül magára őt gazdája, mikor felnőtt, és az Aranyásó figyelmezteti Woodyt, hogy reá is ez a sors vár, ahogy Andy öregszik. Woody beleegyezik, hogy a csapattal tart a múzeumba.
Buzz és társai Woody után kutatnak Al játékfarmján, ahol Buzz összetűzésbe keveredik egy másik Buzz Lightyear bábuval (aki, ahogy Buzz is az első részben, nincs tudatában annak, hogy játék), s az új Buzz indul tovább a többi játékkal Al lakásába, azt gondolván, hogy nemezise, Zurg császár csatlósa tartja fogva a Woody nevű illetőt. Az igazi Buzz kiszabadul és követi a csapatot a lakásba. Mikor odaérnek, Woody elmondja nekik, nem akarja, hogy megmentsék, és Japánba megy új barátaival, mivel ő most már egy gyűjtemény darabja. Buzz emlékezteti rá, hogy ő egy játékszer, méghozzá egy szerető gyermek játékszere (hasonlóan ahhoz, ahogy Woody próbálta őt ráébreszteti a valóságra az első részben). Woody, szó szerint és képletesen, a hátát fordítja Buzz felé, így Buzz és csapata nélküle távozik. Woodynak azonban egy hirtelen ötlete támad, s meghívja a „Seriff”-csapatot, hogy tartsanak vele haza, Andyhez. Jessie és Szemenagy beleegyezik, ám az Aranyásó elzárja a kiutat, mondván, a múzeum maradt az egyetlen esélye a megvalósulásra, s nem hagyja, hogy Woody tönkretegye ezt.
Al a reptérre viszi a játékokat, ahol Buzznak és csapatának sikerül kiszabadítania Woody-t és Szemenagyot a bőröndből, az Aranyásót pedig egy kislány hátizsákjára száműzik, ahol egy összepingált arcú Barbie baba közli vele, hogy gazdája „igazi művész”. Jessie bajba kerül, nem sikerül kijutnia a bőröndből, így Woody és Buzz Szemenagyon lovagolva a megmentésére indul. Woody feljut a gépre és megtalálja a csomagok között Jessie-t, ám mikor már épp indulnának, az ajtó bezárul és a repülő a kifutópálya felé fordul. Woody ráakad egy másik kiútra, ami a futóműhöz vezet. Igazi „Woody Seriff”-stílusban, Woody felhúzóját használva a két játék leugrik, egyenesen a Szemenagyon érkező Buzz mellé, épp mielőtt a gép felszáll. Jessie hősnek kiáltja ki Woodyt, mondván, ez tényleg méltó befejezése volt a „Woody Seriff”-nek, aminek az utolsó része sohasem készült el. Buzz is gratulál Woodynak teljesítményéért. A küldetés teljesítve, a játékok végre hazatérhetnek.
Otthon Jessie-t és Szemenagyot befogadják Andy játékai és persze maga Andy is, a megjavított Reki pedig dalra fakad. Buzz megkérdezi Woodyt, aggódik-e még amiatt, hogy Andy elfelejti őt. Woody válasza, hogy már egyáltalán nem, s hogyha mindennek vége, mindig ott lesz mellette barátja, Buzz, a végtelenben és tovább.
|  | Itt a vége a cselekmény részletezésének! |

## Szereplők
| Szereplő | Eredeti hang           | Magyar hang            | Leírás |
| --- | ---------------------- | ---------------------- | --- |
| Woody | Tom Hanks              | Stohl András           | A cowboy rongybaba Andy játékai közt a vezéregyéniség, akinek sikerült felülkerekednie gyarló érzésein és barátja lett Buzz Lightyearnek, akiben az ellenséget látta. Továbbra is felelősséget érez minden játékért, s mikor egyikük megmentésén ügyködik, maga kerül bajba. Távol kerül otthonától, ahol fény derül múltjára és új barátokat szerez, s végül választania kell az izgalmas, de bizonytalan és az eseménytelen, de biztos jövő között. |
| Buzz Lightyear | Tim Allen              | Dörner György          | Immáron tisztában helyével a világban, Buzz Woody legjobb barátja és Andy játékai között az egyik legmegbecsültebb. Mikor Woody bajba kerül, mentőakciót indít kiszabadítására. Tettrekészsége mellé azonban józan szavakra is szüksége lesz, hogy Woody-t a helyes döntés felé terelje. |
| Jesse | Joan Cusack            | Zsigmond Tamara        | Jódlizó cowgirl rongybaba, Woody egykori tévésorozatának szereplője. Komoly csalódás érte, mikor gazdája elhagyta, de ennek ellenére energikus, mindig jókedvű és csodálja Woodyt, akinek érkezésével felcsillan előtte a remény egy szebb jövőre. |
| Jesse | Sarah McLachlan (ének) | Oroszlán Szonja (ének) | Jódlizó cowgirl rongybaba, Woody egykori tévésorozatának szereplője. Komoly csalódás érte, mikor gazdája elhagyta, de ennek ellenére energikus, mindig jókedvű és csodálja Woodyt, akinek érkezésével felcsillan előtte a remény egy szebb jövőre. |
| Aranyásó | Kelsey Grammer         | Tolnai Miklós          | A Woody seriff-sorozat szórakozott mellékszereplője, aki bár idős, a valóságban cseppet sem olyan habókos. Életét bontatlan dobozában töltötte, ám Woody felbukkanásával esélyt lát arra, hogy múzeumi tárgyként végre érvényesüljön. És ennek eléréséhez nem riad vissza semmitől. |
| Szemenagy | Nem szólal meg         | Nem szólal meg         | Jessie szótlan, de hűséges lova, aki a sorozatban Woody segítő társa volt a kalandokban. |
| Krumplifej úr | Don Rickles            | Forgács Gábor          | A Hasbro krumpliformájú, darabjaira szedhető játéka az első rész végén társat kapott Krumplifej asszonyság személyében, de nagy száját és cinikusságát nem veszítette el. Részt vesz a Woody megmentésére indított akcióban. |
| Krumplifej asszonyság | Estelle Harris         | Szabó Éva              | Krumplifej úr féltő és előrelátó párja, aki aggodalommal telve bocsátja útjára a mentőcsapatot. |
| Rex | Wallace Shawn          | Lippai László          | A műanyag Tyrannosaurus rex. Bár komplexusai visszaszorultak, szenvedélyévé vált a Buzz Lightyear-videójáték. Az utolsó pálya teljesítése, azaz a főellenség Zurg császár legyőzése azonban komoly kihívást jelent számára, már csak a joystickhoz túl rövid karjai miatt is. Csatlakozik a mentőakcióhoz, s közben megoldást talál fő problémájára is.                                                                                               |
| Slinky | Jim Varney             | Kristóf Tibor          | A rugós testű tacskó. Fizikai adottságai gyakran jönnek jól a Buzz vezette küldetés során, hiszen bármekkora távolságot és mélységet képes áthidalni…és szerencsés esetben egy helyre érkezik mindkét fele. |
| Guba | John Ratzenberger      | Kocsis György          | A tréfás malacpersely, a csapat ötödik tagja. |
| Bo Peep | Annie Potts            | Farkasinszky Edit      | Porcelánból készült pásztorlány, aki továbbra is támaszt nyújt Woody-nak, akivel romantikus kapcsolatban áll. |
| Őrmester | R. Lee Ermey           | Rosta Sándor           | Az apró zöld katona, Andy játékainak megbízható és szakszerű felderítője. |
| Reki | Joe Ranft              | Galbenisz Tomasz       | A hangját vesztett sípoló pingvin a legfelső polcon porosodik, mígnem Woody rátalál. Andy anyukája a kiárusítandó tárgyak közé veti, de Woody – saját szabadsága árán – megmenti. Reki végül visszanyeri hangját, s dalra is fakad. |
| Reki | Robert Goulet (ének)   | Szolnoki Péter (ének)  | A hangját vesztett sípoló pingvin a legfelső polcon porosodik, mígnem Woody rátalál. Andy anyukája a kiárusítandó tárgyak közé veti, de Woody – saját szabadsága árán – megmenti. Reki végül visszanyeri hangját, s dalra is fakad. |
| Zurg császár | Andrew Stanton         | Kránitz Lajos          | Buzz Lightyear nemezise, s mint kiderül, sokkal több is annál. |
| Idegenvezető Barbie | Jodi Benson            | Haffner Anikó          | A lelkes, de munkaszabályzatát szigorúan követő Barbie Al játékfarmján kalauzolja végig a Woody után kutató csapatot. |
| Kis zöld űrlények | Jeff Pidgeon           | Szokol Péter           | |
| Andy Davis | John Morris            | Borbíró András         | A játékait továbbra is imádó kisfiú. |
| Mrs. Davis | Laurie Metcalf         | Csomor Csilla          | Andy anyukája. |
| Molly Davis | Hannah Unkrich         | Saját hangján          | Andy húga. |
| Al McWhiggin | Wayne Knight           | Kerekes József         | Az Al játékfarmja elnevezésű játékbolt dagadt és nem túl tisztességes tulajdonosa, aki Andy anyukájának szava ellenére magával viszi Woody-t, hogy a Woody seriff-gyűjteménye teljessé váljon, s eladhassa egy japán múzeumnak. |
| Geri | Jonathan Harris        | Komlós András          | Az idős tisztító, aki rendbe hozza Woody-t. Feltűnik a Pixar 1997-es rövidfilmjében, a Geri sakkozikban is. Mikor a filmben kinyitja ládájának fiókjait a szemüvegét keresve, az egyik fiókban sakkfigurák láthatóak. |
| Fürge a bakifelvételen | Dave Foley             | Hevér Gábor            | |
| Herrman a bakifelvételen | Joe Ranft              | Szűcs Sándor           | |
| További magyar hangok: Árkosi Kati, Bicskey Lukács, Bodrogi Attila, F. Nagy Erika, Garai Róbert, Kapácsy Miklós, Koffler Gizi, Koncz István, Pethes Csaba, Rácz Kati, Rudas István, Szalay Gyöngyvér, Végh Ferenc, Zágoni Zsolt, Zsíros Ágnes |                        |                        | |

## Háttér
A Toy Story – Játékháború 2.-t eredetileg nem mozibemutatóra szánták. A Disney egy 60 perces, egyenesen videóra küldendő folytatást kért a Pixartól. Amikor a stúdió vezetői szemügyre vették a munkálatokat, olyan figyelemreméltónak találták a munkafázisban lévő vizuális anyagot, hogy úgy döntöttek, moziba kerül a film. A történetét átdolgozták, hogy nagyszabásúbb legyen, s kitöltse az egy óráról másfélre emelt játékidőt. Néhány animátor még ismétlődő stressz ártalmat is elszenvedett a film befejezésére irányuló sietség közepette (a döntéstől nyolc hónap volt hátra a határidőig); ennek hatására a Pixar ügyintézői szüneteket szerveztek a munkafolyamatokba, amit innentől kezdve minden projekt készítésekor alkalmaztak is.
A Pixarnak a Disneyvel kötött szerződése öt filmre szólt, s mikor változások álltak be a Toy Story 2 státusát tekintve, a gyártó cég úgy érezte, számításba veendő ezen produkció is. Ezzel szemben a Disney álláspontja szerint a Toy Story 2 készítéséről az ötfilmes szerződésen kívül döntöttek, így nem része a megállapodásnak. Az ügy Steve Jobs, a Pixar elnök-vezérigazgatója és Michael Eisner, a Disney korábbi elnök-vezérigazgatója közötti együttműködés széteséséhez vezetett, s a Pixar 2004-es bejelentésével tetőzött, miszerint nem hosszabbítják meg szerződésüket a Disney-vel, ehelyett új forgalmazópartner után néznek. Eisner távozásával és azzal, hogy a Disney felvásárolta a Pixart, végül a problémák rendeződtek.
A második részhez a Toy Storyban közreműködő szinkronszínészek egytől egyig visszatérnek. Tom Hanks és Tim Allen 50-50 ezer dollárt kaptak az első részben végzett munkájukért; fizetésük a Toy Story – Játékháború 2-ért fejenként 5 millió dollár volt, s mindkettőjük karrierjében ez volt az első folytatás. Mialatt Andi Peters műsorvezető egy dokumentumfilmet forgatott a Toy Story 2 készítésén, John Lasseter meghívta őt, hogy felvegyenek egy sort a filmhez. Mivel azonban Peters-nek nem volt munkavállalási engedélye az USA-ban, a cameo majdnem meghiúsult. A dilemmát úgy oldották meg, hogy Peters az Egyesült Királyságban rögzítette a szöveget, amit Lasseter műholdon keresztül ellenőrzött, és végül bekerült a filmbe a mondat (a csomagszállító, aki azt kiáltja: „Várj! Jön még pár csomag a terminálról!”).
Az eredeti forgatókönyv szerint a reptéri mentőakció tetőpontjaként Jessie megcsúszik és lezuhan, s mikor Woody elkapja, a repülő futóművénél himbálódzik, kétségbeesve és megrémülve. A munkálatok folyamán azonban a szerepek alakulásán is változtattak és biztosították, hogy Jessie fontos és aktív résztvevő legyen a jelenetben. A nyitójelenetben, mikor Buzz egy idegen bolygón van és végső harcot vív Zurg császárral, rengeteg hangeffekt egy az egyben az eredeti Csillagok háborújából lett átemelve, köztük a fénykard hangeffektek, a kínzó droid moraja és a darabjaira eső fém zaja, amit a AT-AT-k adnak ki, mikor összedőlnek a Hoth sík felszínén A Birodalom visszavágban. A rémálom-jelenet, melyben Andy azt mondja, nem akar többé Woody-val játszani, majd a szemeteskukába ejti, egy az első részhez fel nem használt ötletből ered, ahogy a kerti kiárusítás és a Buzz Lightyear-rajzfilm is. A por abban a jelenetben, ahol Woody találkozik Rekivel, rekordot állított föl a számítógép által film számára animált részecskék számának tekintetében, míg a reptéri csomagelosztó jelenetének minden egyes képkockájának renderelése átlagosan 70 órát vett igénybe.
A készítők úgy döntöttek, nagyobb szerepet adnak a kis zöld űrlényeknek az eredetileg tervezettnél a második részben, miután egy ázsiai útjuk során ráeszméltek, mennyire népszerűek ott ezek a figurák. Mikor az eredeti Toy Story – Játékháború-t készítették, a producerek azzal a kéréssel fordultak a Mattel vállalathoz, hogy szerepeltethessék a Barbie babát a filmben (a tervezett szerepből végül Bo Peep karaktere lett), de a Mattelnél elutasították az ötletet. Utólag megbánták döntésüket, látván, hogy az egekbe szökött a Playskool Krumplifej urának eladási mutatója a filmbemutatót követően. Mikor a második résznél rákérdeztek a közreműködésre, a Mattel habozás nélkül elfogadta az ajánlatot. Mikor a filmben Barbie idegenvezetést tart a játékboltban, utal az eredeti Toy Story – Játékháború filmet követő Buzz Lightyear játékok hiányára, amit a kiskereskedők szűklátóköre okozott, mikor nem rendeltek eleget belőlük, hogy kiszolgálják a fellépő keresletet.

## Filmzene
Randy Newman két új dalt írt a Toy Story – Játékháború 2-höz. A „Csak ő és én” („When She Loved Me”) előadója Sarah McLachlan. Ez akkor hallható, amikor Jessie visszaemlékszik rá, hogyan szerette, feledte el és végül hagyta magára gazdája, Emily. A lírai dal Oscar- és Golden Globe-díj jelölést érdemelt ki 2000-ben a legjobb betétdal kategóriában, ám a díjat mindkét esetben Phil Collins kapta a „You'll Be In My Heart”-ért, ami a Tarzanban hallható. A Grammy-díj-átadón azonban Newmant honorálták a legjobb film számára írt dal kategóriában. A másik új dal a filmben a „Woody seriff” („Woody's Roundup”). Eredeti előadója a Riders in the Sky; a „Woody seriff” az azonos című tévéműsor főcímdala a filmben, illetve a magának a filmnek a végefőcím-dala.
Felcsendül továbbá két új verzióban a „Ha vár egy jó barát” („You Got a Friend in Me”), az első rész főcímdala. Az első változat instrumentális, a „Woody seriff” műsor részeként. A második fináléképpen hangzik el Reki pingvin előadásában, akinek énekhangja Robert Goulet.
Az album legjobb helyezése a Billboard 200-as listáján a 111. pozíció volt.
Az összes dal szerzője Randy Newman. 
| Zeneszámok listája | Zeneszámok listája                                                   | Zeneszámok listája | Zeneszámok listája | Zeneszámok listája | Zeneszámok listája | Zeneszámok listája | Zeneszámok listája | Zeneszámok listája | Zeneszámok listája |
|                    | Cím                                                                  | Hossz              |                    |                    |                    |                    |                    |                    |                    |
| ------------------ | -------------------------------------------------------------------- | ------------------ | ------------------ | ------------------ | ------------------ | ------------------ | ------------------ | ------------------ | ------------------ |
| 1.                 | Woody's Roundup (előadja a Riders in the Sky)                        | 1:53               |                    |                    |                    |                    |                    |                    |                    |
| 2.                 | When She Loved Me (előadja Sarah McLachlan)                          | 3:05               |                    |                    |                    |                    |                    |                    |                    |
| 3.                 | You've Got a Friend in Me [Wheezy's Version] (előadja Robert Goulet) | 2:56               |                    |                    |                    |                    |                    |                    |                    |
| 4.                 | Zurg's Planet                                                        | 3:39               |                    |                    |                    |                    |                    |                    |                    |
| 5.                 | Wheezy and the Yard Sale                                             | 3:11               |                    |                    |                    |                    |                    |                    |                    |
| 6.                 | Woody's Been Stolen                                                  | 1:28               |                    |                    |                    |                    |                    |                    |                    |
| 7.                 | Chicken Man                                                          | 1:17               |                    |                    |                    |                    |                    |                    |                    |
| 8.                 | Woody's Dream                                                        | 3:55               |                    |                    |                    |                    |                    |                    |                    |
| 9.                 | Jessie and the Roundup Gang                                          | 1:24               |                    |                    |                    |                    |                    |                    |                    |
| 10.                | Woody's a Star                                                       | 1:28               |                    |                    |                    |                    |                    |                    |                    |
| 11.                | Let's Save Woody                                                     | 2:07               |                    |                    |                    |                    |                    |                    |                    |
| 12.                | Off to the Museum                                                    | 1:29               |                    |                    |                    |                    |                    |                    |                    |
| 13.                | Talk to Jessie                                                       | 0:47               |                    |                    |                    |                    |                    |                    |                    |
| 14.                | The Cleaner                                                          | 1:50               |                    |                    |                    |                    |                    |                    |                    |
| 15.                | Al's Toy Barn                                                        | 4:00               |                    |                    |                    |                    |                    |                    |                    |
| 16.                | Emperor Zurg Vs. Buzz                                                | 2:41               |                    |                    |                    |                    |                    |                    |                    |
| 17.                | Use Your Head                                                        | 4:18               |                    |                    |                    |                    |                    |                    |                    |
| 18.                | Jessie's in Trouble                                                  | 2:14               |                    |                    |                    |                    |                    |                    |                    |
| 19.                | Ride Like the Wind                                                   | 1:29               |                    |                    |                    |                    |                    |                    |                    |
| 20.                | You've Got a Friend in Me [Instrumental Version] (előadja Tom Scott) | 2:59               |                    |                    |                    |                    |                    |                    |                    |
| 48:06              |                                                                      |                    |                    |                    |                    |                    |                    |                    |                    |

Magyar változatban
| Magyar               | Magyar            | Angol                     | Angol             |
| Dal                  | Előadó            | Dal                       | Előadó            |
| -------------------- | ----------------- | ------------------------- | ----------------- |
| Woody seriff         | Bergendy-együttes | Woody's Roundup           | Riders in the Sky |
| Még véle éltem       | Oroszlán Szonja   | When She Loved Me         | Sarah McLachlan   |
| Vár rád egy jó barát | Stohl András      | You've Got a Friend in Me | Tom Hanks         |
| Vár rád egy jó barát | Szolnoki Péter    | You've Got a Friend in Me | Robert Goulet     |

## Bemutató

### Marketing
A film videójáték változatát, a Toy Story 2: Buzz Lightyear to the Rescue-t Windowsra, PlayStationre, Nintendo 64-re és Dreamcastra is fejlesztették. A játék egy az eredetitől eltérő változata jelent meg Game Boy Color konzolra. A szereplők hangját a játékban az eredeti színészek szolgáltatják.

### Box office
A 90 millió dolláros költségvetésű Toy Story – Játékháború 2. ősbemutatója 1999. november 13-án volt, majd november 19-étől egy Los Angeles-i mozi vetítette öt napon át exkluzívan, s ez idő alatt a film 379 ezer dollár gyűjtött. Szélesebb közönség elé, több mint 3200 észak-amerikai filmszínházban, a Hálaadás hétvégéjén került, november 24-én. Vasárnap estig 80 millió dolláros bevételre tett szert, amiből a péntek-vasárnapi nyitóhétvége 57 millió dollárt tesz ki – ez a Star Wars I. rész: Baljós árnyakat követve az év második legnagyobb ilyen adata. A film további két hétig volt a legnézettebb film az Egyesült Államokban és Kanadában; a 100 millió dolláros határt 16, a 200 millió dolláros határt pedig 44 nap alatt teljesítette. A végső bevétele a kontinensen 245 millió dollárra rúgott (az első részhez képest 28,1%-os növekedés), ami akkoriban a második helyet érte az animációs filmek mindenkori listáján Az oroszlánkirály mögött. Azóta több produkció is túltett rajta, elsőként a Shrek, majd a Szörny Rt.
A világ többi részén ugyancsak sikerült felülmúlni az elődöt. A folytatás 239,1 millió dollárnak megfelelő bevételt ért el, ami 40,5%-kal magasabb a Toy Story összegénél. Világviszonylatban a Toy Story – Játékháború 2 485 millió dollárt gyűjtött, s ezzel 1999. harmadik legsikeresebb bemutatójává vált a Baljós árnyak és a Hatodik érzék mögött.
Magyarország a film egyik utolsó állomása volt 2000. április 13-án. Az InterCom bemutatójára Budapesten az első héten 20 201 jegyet adtak el, ami 11 millió forintos bevételnek felelt meg. A második héten 41,6%-kal kevesebb nézőt vonzott, s a másodikról a negyedik helyre esett vissza, három hét után pedig már ki is került az első tízből. Az országos látogatottság 146 876 fő lett végül, s ezzel a Pixar történetének messze leggyengébb eredményét jegyzi a magyar piacon a Toy Story 2. A 2010. február 11-én bemutatott 3D-s változatot 16 kópián tűzték műsorra a mozik, s 653 vetítés alkalmával 14 162 fő váltott rá jegyet, ami 20,4 millió forintos bevételt jelentett.

### Fogadtatás
A Toy Story – Játékháború 2 kritikai fogadtatása egyöntetűen pozitív volt. A Rotten Tomatoes oldala több mint 145 kritikát listáz a filmhez, kivétel nélkül dicsérőt. 100%-os értékelésével (és 8,6-os átlagpontjával) így a film kivívta magának az elsőséget a weboldal azon listáján, melyen a legjobb kritikákat kapott alkotásokat veszi számba. A súlyozott átlaggal számoló Metacritic rendszerében 88 pontot ért el a film a 100-ból.
A legnagyobb amerikai újságok kitörő lelkesedéssel fogadták a filmet. Peter Stack a San Francisco Chronicle-ben úgy írt a Toy Story 2-ről, hogy „Az év legszórakoztatóbb filmje. Amellett, hogy vicces és akciódús, megvan benne az a ritka dolog is, amit úgy hívnak: szív.” „Pörgős, okos forgatókönyvével és nyerő karaktereivel a Toy Story 2 egyike azon ritkaságoknak – kiváló gyerekfilm felső korhatár nélkül.” – folytatja a sort Jami Bernard a New York Daily News-ban. Szintén a korosztályi korlátok hiányára mutat rá Marc Caro: „Nem is kérhetsz többet egy családi filmtől annál, mint amit a Toy Story 2 nyújt. Elmés és játékos olyannyira, hogy szórakoztassa a felnőtteket, mégsem céloz soha a gyerekek feje fölé.” – jelent meg a Chicago Tribune oldalain. „A szuperrealista képek ámulatba ejtenek [...], a cselekményvezetés pedig olyan feszes és találékony, hogy egy másodperc sem tűnik elvesztegetettnek. És ez elgondolkoztat – miért nem tudnak ilyen okos forgatókönyvet írni emberi lények számára?” – teszi fel a kérdés David Anesen a Newsweekben.
Sokan mérték össze az első résszel az újat, s gyakran emelkedett ki győztesen a folytatás. A Washington Postban publikáló Desson Thomson szerint a Toy Story 2 „Egy folytatás, ami elhomályosítja az eredetit. [...] A történet kétszer olyan ötletes, mint az előzményé.” Hasonlóképp vélekedik Jay Carr a Boston Globe oldalain: „Mindaz, amit egy folytatástól kívánsz. Sikeresen újjászületnek a szereplők és azon tulajdonságok, amik az első filmet olyan népszerűvé tették. És aztán továbblép egy újabb, frissebb, sokkal kidolgozottabb és magával ragadóbb területre.” Todd McCarthy a Varietyben még messzebb merészkedett: „A Toy Story 2 azt jelenti a Toy Story-hoz képest, amit A Birodalom visszavág elődje számára, egy gazdagabb, sokkal kielégítőbb filmet minden szempontból.”
Természetesen a technológiai vívmányok mellett sem mentek el szó nélkül a kritikusok. „A Toy Story története egyszerűbb, erősebb volt, azzal az előnnyel, hogy fajtája első darabja volt. De hamar világossá válik, hogy a TS2 nagy előrelépést jelent a számítógépes animáció művészetében.” – írja Jonathan Foreman a New York Postban. „A Pixar fejlődött komputeranimációja helytáll minden követelménnyel szemben ebben a nagyszerű kalandban.” – foglalja össze véleményét Richard Schickel a Time-ban. Steven Rea, a Philadelphia Inquirer tollnoka úgy vélekedett: „A Toy Story 2, akárcsak elődje, ki fogja állni az idők próbáját.”
Hazai berkekben, a VOX Mozimagazin maximális, 5 csillagra értékelte a filmet. A lap munkatársa, Szentpéteri Gábor azt írta, „Imádom! [...] Csak kár, hogy olyan rövid. Igaz, akcióból, humorból, érzelmekből és látványból bőven jut idő ebben a szűk másfél órás felhőtlen szórakozást ígérő és nyújtó alkotásban,” s dicsérettel illette a magyar szinkront, kiemelve Lippai László (Rex) és Zsigmond Tamara (Jessie) teljesítményét.

#### Díjak és jelölések
A filmet Oscar-díjra jelölték a legjobb eredeti betétdal kategóriában Randy Newman „When She Loved Me” című szerzeményéért, azonban a díjat egy másik Disney-rajzfilm, a Tarzan nyerte el. Az 57. Golden Globe-gálán a Toy Story 2 a legjobb film díjával gazdagodott a vígjáték/musical kategóriában, továbbá itt is jelölték Newman dalát, ami a Grammy-díjat meghozta szerzőjének. Az animációs produkciókat mustrázó Annie Awardson a film kilenc jelöléséből hetet váltott díjra. Tom Hanks és Tim Allen legjobb filmes párosként szerepelt az MTV Movie Awards 2000-es nomináltjai között.

### Lakossági megjelenések
A film DVD-n 2000. október 17-én jelent meg az első résszel egyetemben; később, 2001 tavaszán, külön is megvásárolhatóvá váltak. Szintén 2000 őszén kiadtak egy háromlemezes „Ultimate Toy Box” díszdobozt is, ami a két film mellett egy egész lemeznyi extrát is tartalmazott. 2005. szeptember 6-án került sor egy újabb, két lemezes kiadásra, aminek apropója az első rész bemutatójának 10. évfordulója volt. A Disney 2009. január 31-én vonta ki a forgalomból a mindkét Toy Story DVD-t, majd a 2010 márciusi Blu-ray megjelenéssel egybekötve került ismét a boltok polcaira egy új kiadás.
Magyarországon DVD-n 2000 őszén adta ki a filmet az InterCom, majd újabb megjelenésre a Blu-ray verzióval együtt került sor, 2010 tavaszán; a BD-hez mellékelve és külön is hozzáférhetően.

### 3D-s újrabemutató
Észak-Amerikában 2009. október 2-án a Toy Story 2-t ismét műsorra tűzték, ezúttal 3D-s formátumban. A film az első résszel együtt került újra a mozikba az eredeti tervek szerint két hét erejéig, amit a kedvezőnek ítélt eredményekből kifolyólag meghosszabbítottak, így végül öt hétig volt látható. Magyarországon 2010. február 11-én mutatta be a Fórum Hungary a második rész 3D-s verzióját.

## Lásd még
- Toy Story – Játékháború
- Toy Story 3.
- Geri sakkozik – Geri, a Toy Story – Játékháború 2 játéktisztítójának szereplésével